# Tesla (Mondkrater)
Tesla  ist ein Mondkrater in der nördlichen Hemisphäre auf der Mondrückseite.
| Buchstabe | Position            | Durchmesser | Link |
| --------- | ------------------- | ----------- | ---- |
| J         | 37,08° N, 126,29° O | 18 km       |      |